# Ericaphis wakibae
Ericaphis wakibae är en insektsart som först beskrevs av Hottes 1934.  Ericaphis wakibae ingår i släktet Ericaphis och familjen långrörsbladlöss. Inga underarter finns listade i Catalogue of Life.